# 鲁胤昌
鲁胤昌（？—1643年），又作鲁印昌、鲁元昌，明朝末年土族土司官员，世居连城（今甘肃永登县），于是称连城土司。
崇祯十年（1637年），鲁胤昌任西宁副总兵。李自成起义军贺锦部攻河西时，他散家财以拢络士卒，与土司祁廷谏、李天俞等联合抗拒。崇祯十六年（1643年）十二月，率部在西大通（今青海门源县）抵御贺锦，后退守连城，被俘杀。